# 糯福教堂
糯福教堂位于云南省普洱市澜沧拉祜族自治县糯福乡。由美国浸信会修建，为拉祜族干栏式围廊建筑，内部装修为欧美教堂风格。教堂的宗教活动在1949年停止。
1987年12月21日，云南省人民政府公布为第三批云南省文物保护单位。2013年3月，国务院公布为第七批全国重点文物保护单位。